# Vilém Šindler
Vilém Šindler (23. listopadu 1903 Nová Bystřice – 10. května 1982 Brno) byl český atlet a dvojnásobný účastník olympijských her.

## Kariéra
Do roku 1925 byl členem AC Sparta Praha. Za tuto dobu stihl získat titul mistra Československa v běhu na 1500 metrů (1924 a v silničním a přespolním běhu na 10 kilometrů (1923). Zúčastnil se také Letních olympijských her v Paříž v roce 1924. V běhu na 800 metrů i na 1500 metrů však skončil už v rozbězích.
V letech 1926 až 1930 působil v SK Židenice. Kromě zisku titulu mistra Československa v běhu na 800 metrů (v roce 1926 a 1927), se stal také dočasným držitelem několika československých rekordů. V roce 1928 se zúčastnil své druhé olympiády (LOH 1028 v Amsterdamu). Československo reprezentoval ve třech disciplínách: běhu na 800 metrů (skončil v semifinále), běhu na 1500 metrů (rozběhy) a štafety 4 × 400 metrů (rozběhy). Svoji sportovní kariéru zakončil v klubu SK Moravská Slavia Brno (1931–1932).